# بتن آسفالتی (فیلم)
«بتن آسفالتی» (انگلیسی: Blacktop (film)) فیلمی در ژانر مهیج است که در سال ۲۰۰۰ منتشر شد. از بازیگران آن می‌توان به میت لوف و کریستین دیویس اشاره کرد.